# Répétition (musique)
Pour les articles homonymes, voir Répétition.

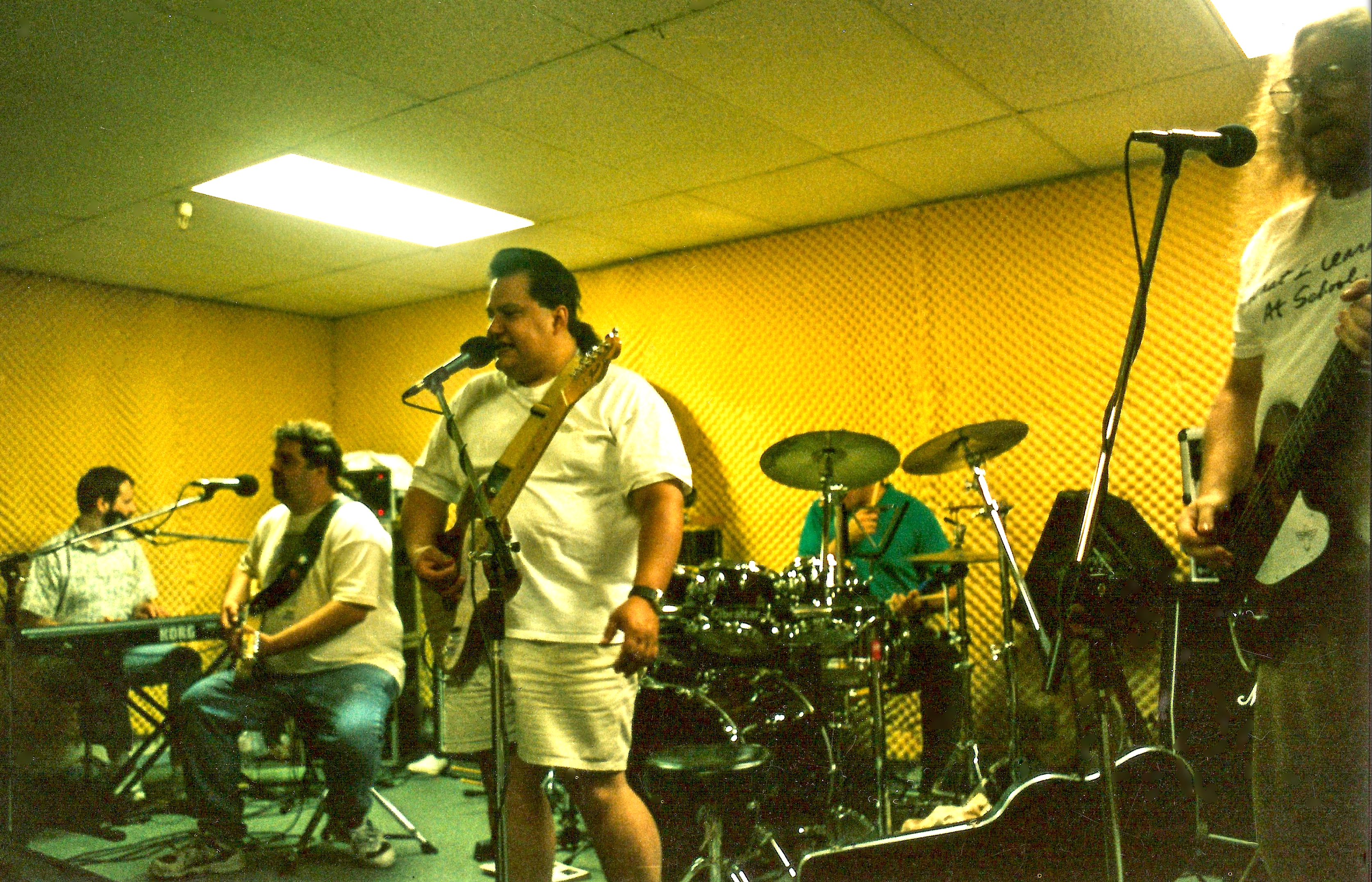
Le groupe de rock australien Stone Age Romeos dans une salle de répétition en 1994.

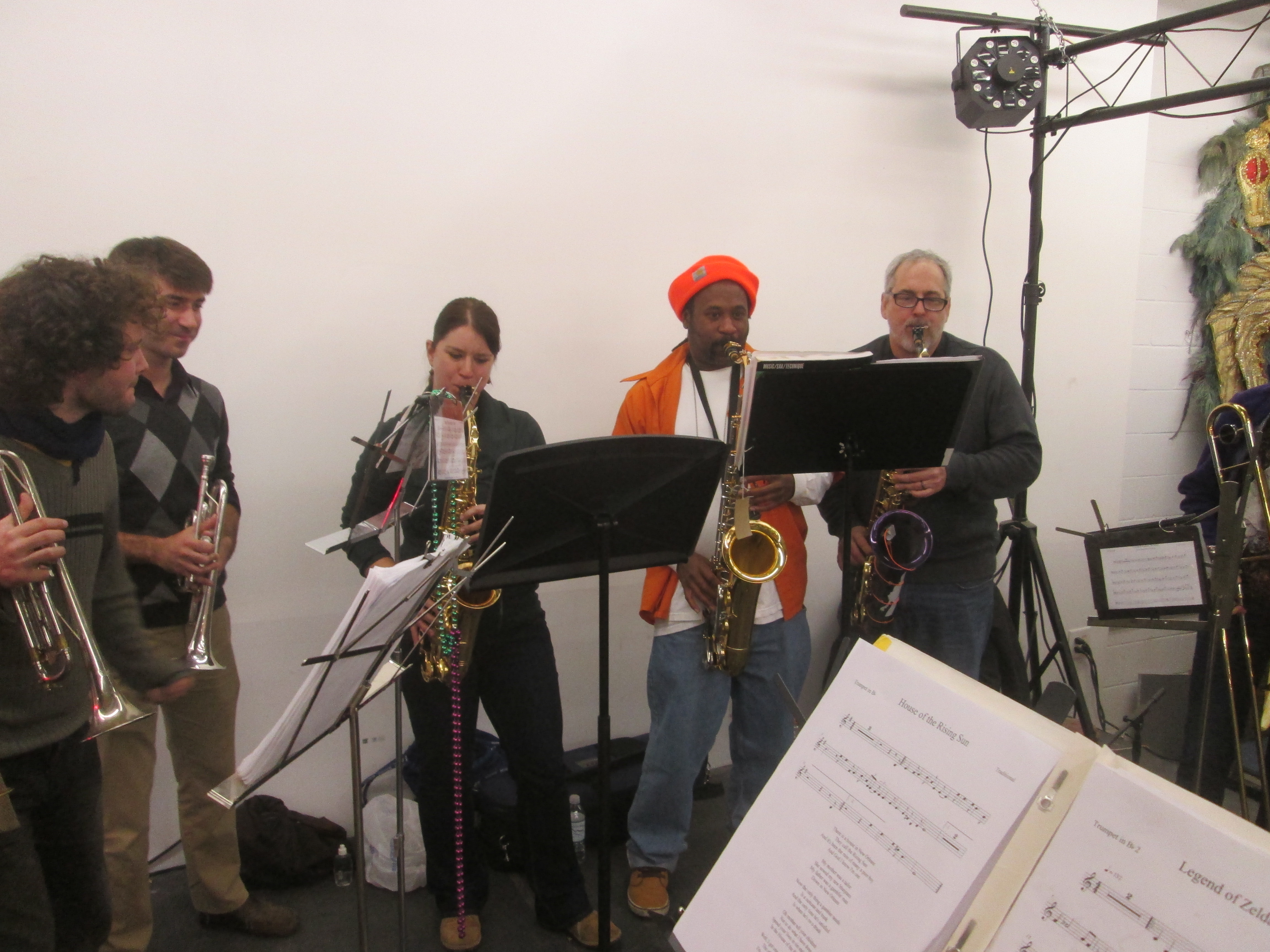
Plusieurs musiciens et musiciennes répétant en janvier 2016 dans une salle de répétition.

En musique, une répétition (familièrement appelée répèt') est une activité où des artistes se retrouvent entre eux et jouent de la musique. Cela peut être pour préparer un concert ou un spectacle, composer ou mettre au point des arrangements. La répétition peut également constituer le moment où les membres d'un groupe amateur se retrouvent pour jouer entre eux, sans qu'ils ne montent sur scène par la suite.
Certaines répétitions sont récurrentes, d'autres ont lieu en fonction des concerts à venir. Les répétitions peuvent avoir lieu dans des salles de concert, ou plus souvent dans des salles de répétition.